# Grøn Tuborg
Grøn Tuborg (znany także pod niemiecką nazwą Tuborg Pilsener) – piwo dolnej fermentacji typu pilzner warzone przez Grupę Carlsberg.
Pierwotnie marka należała do duńskiego browaru Tuborg, jednak po przejęciu go przez Carlsberg zasiliła ona portfolio tej grupy. Tuborg Pilsner nazywane Tuborgiem Zielonym to najbardziej znane piwo spośród wszystkich piw z palety Tuborg. Piwo warzone jest w różnych krajach w browarach Carlsberga lub na licencji, jednakże jedynie wersja niemiecka odpowiada zaleceniom prawa czystości Reinheitsgebot.

## Etykieta

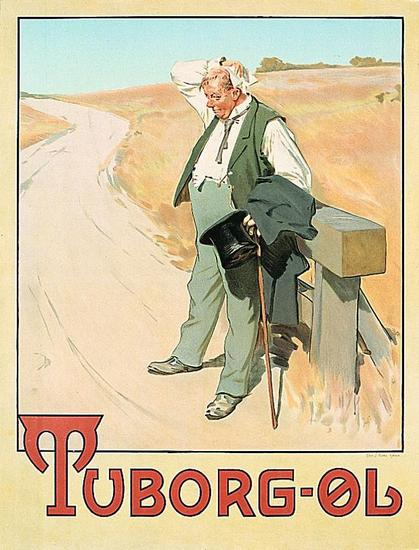

Etykieta niemieckiego Zielonego Tuborga przez wiele lat prezentowała obraz Henningsena pod tytułem „Spragniony człowiek”. Był to początkowo plakat reklamowy Tuborga, który zajął drugie miejsce w konkursie zorganizowanym przez firmę w roku 1900. Plakat ten zdobył ogromną popularność i do dziś bywa wykorzystywany na etykietach, a także w reklamach Tuborga. Opis tej reklamy pojawia się także na kartach powieści "Generation P" Wiktora Pielewina. Główny bohater pijąc Tuborga obmyśla nowe hasło reklamowe na potrzeby rosyjskiego rynku i zachwyca się symbolicznym ładunkiem zawartym w oryginalnym plakacie.